# Sandoricum koetjape
Santol (Sandoricum koetjape) é um fruto tropical no Sudeste Asiático e em Maurícia.

## Sinônimos
- Filipinas: santol
- Indonésia: kecapi, ketuat, sentul
- Malásia: kecapi, kelampu, ranggu

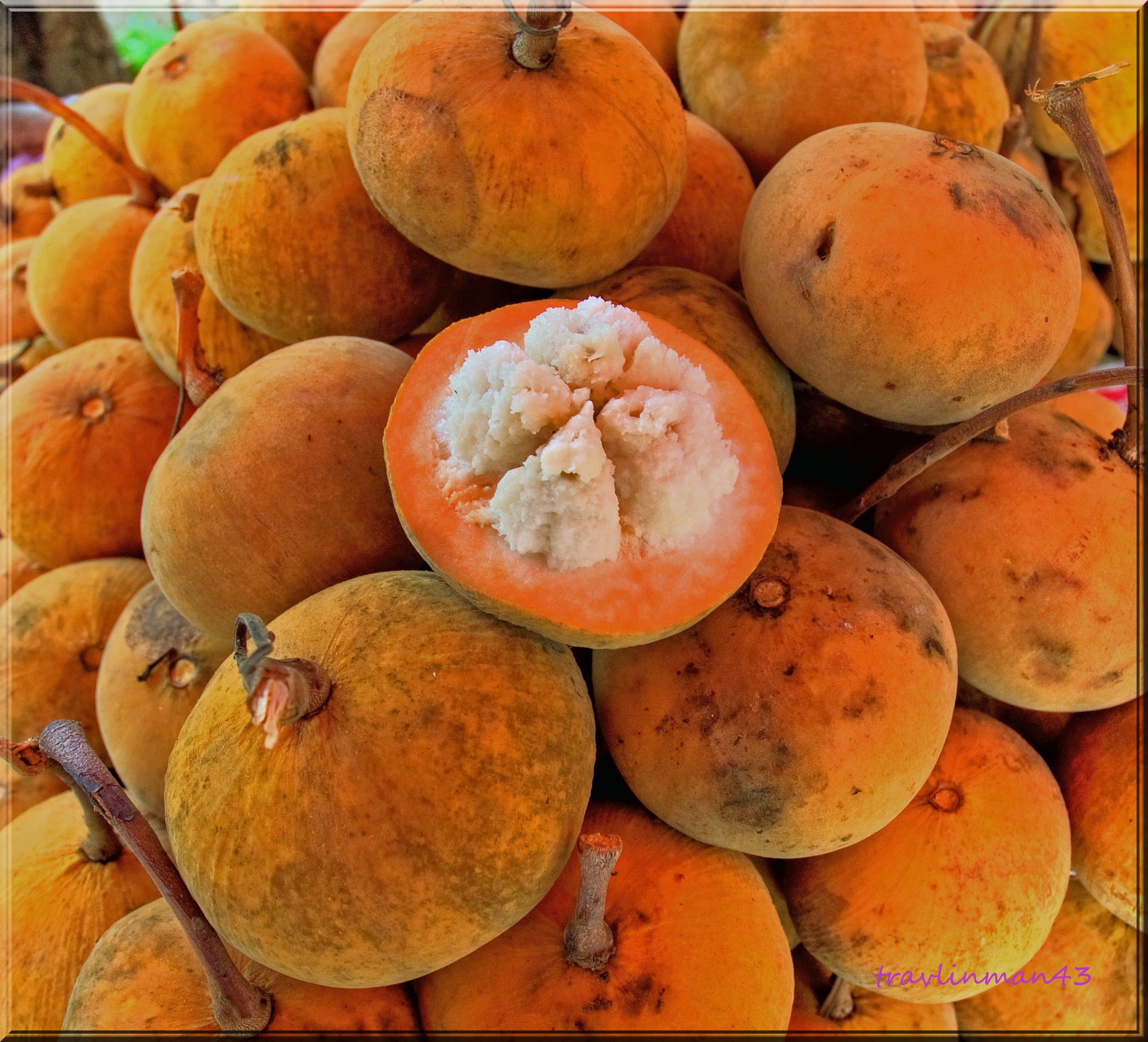
O fruto Santol.

- Tailândia : krathon (กระท้อน, sathon (สะท้อน), ma tong (มะต้อง)
- Myanmar: thi' tou
- França: faux mangoustanier, santol
- Camboja: កំពីងរាជ (ក្រពេញរាជ, លោះ)
- Laos: ໝາກຕ້ອງ
- Sri Lanka: donka